# Liburns
Els liburns (en llatí Liburni, en grec antic Λιβυρνοί) eren un poble de la part nord d'Il·líria que ocupava el districte de Libúrnia ((Λιβυρνὶς χώρα), segons Escílax de Carianda o Λιβουρνία (Liburnia), segons Claudi Ptolemeu.
Els liburns eren un poble molt antic que juntament amb els sículs havien ocupat la costa oposada al Picè. La seva capital era Truentum (Trieste), segons Plini el Vell. Se suposa que eren una ètnia dels pelasgs. S'havia estès molt, i aquest poble ocupava Issa, Melita i altres illes, i havia poblat Còrcira, segons Estrabó, abans de què hi arribessin els grecs.
Sembla que havien arribat, cap al nord, fins al Nòric, on se sap que hi havia població il·lírica. Estrabó els distingeix dels breunes i dels genauns, que també eren pobles il·lírics. Virgili sembla que anomena als vènets, liburns, i diu que el seu país era el lloc on va arribar Antènor des de Troia.
Van ser expulsats dels territoris que ocupaven entre Panònia i el país dels vènets pels invasors gals i van quedar reduir a un districte petit que va agafar el nom de Libúrnia. Es van dedicar a la pirateria, i per les seves incursions feien servir les "naves Liburnicae", els lembus, amb una vela llatina molt gran que després els romans van adoptar en la seva lluita contra Cartago, i a la Segona guerra macedònica van substituir les grans naus que fins llavors s'havien utilitzat.
Libúrnia es va incorporar després a Il·líria, i aquesta regió com a província romana es va dir també Dalmàcia. La seva capital, Iadera va ser una colònia romana. Altres ciutats dels liburns eren Scardona (cap d'un convent jurídic) segons Plini el Vell que reunia els habitants de catorze pobles, Alvona, Flanona, Tarsatica, Senia, Lopsica, Ortopula, Vegium, Argyruntum, Corinium, Aenona, i Civitas Pasini. L'any 634 l'emperador romà d'Orient Heracli va invitar als corbats (chorvates o khrobati) que vivien al nord dels Carpats (al sud de Polònia) per ocupar la regió com a vassalls romans d'Orient. Els nouvinguts van adoptar el cristianisme al segle VII.